# Aatxe
Aatxe is in de Baskische mythologie een geest in de vorm van een bloedrode stier. Meestal vertoont hij zich als een stier, maar soms vertoont hij zich als een mens Hij zou in grotten wonen en criminelen en ongevoelige mensen straffen. Als het 's nachts stormde zou hij uit zijn hol verschijnen.
Door eeuwen van christelijke invloed is hij, net zoals vele godheden uit de voor-christelijke geloven, langzaam veranderd in een demon.
Het Baskische woord aatxe betekent jonge stier.